# Laboulbenia stilicicola
Laboulbenia stilicicola är en svampart som beskrevs av Speg. 1914. Laboulbenia stilicicola ingår i släktet Laboulbenia och familjen Laboulbeniaceae.  Arten är reproducerande i Sverige. Inga underarter finns listade i Catalogue of Life.